# كاردلينا
كاردلينا (بالإنجليزية: Cardellina)‏ هو جنس من الطيور ينتمي لفصيلة هوازج العالم الجديد. ويتضمن هذا التصنيف خمسة أنواع من الطيور. إلا أن لجنة التصنيف في أمريكا الجنوبية التابعة لجامعة علم الطيور الأمريكية تعتبر كل من هازجة ويلسون وهازجة كندا ضمن جنس ويلسونيا. اسم جنس كاردلينا هو تصغير لكلمة كارديلا من اللهجة الإيطالية، والحسون الأوراسي.

## قائمة الأنواع
الأنواع المنتمية حالياً إلى هذا الجنس هي:
- هازجة حمراء الوجه – Cardellina rubrifrons
- هازجة حمراء – Cardellina rubra
- هازجة وردية الرأس – Cardellina versicolor
- هازجة ويلسون – Cardellina pusilla
- هازجة كندا – Cardellina canadensis